# سازوی غربی
سازوی غربی (نام علمی: Juncus occidentalis) نام یک گونه از سرده سازو است.